# Cartons du Cœur Romandie
Les Cartons du Cœur est une organisation de bienfaisance qui récolte des dons de produits alimentaires et d'hygiène en nature et en liquide offerts par la population et des entreprises et les redistribue aux personnes en situation financière difficile.

## Historique
Les Cartons du Cœur ont été créés en 1992 à Neuchâtel par le journaliste Laurent Borel qui était entraîneur d’une équipe de jeunes footballeurs. Un jour, il a découvert que deux de ses joueurs ne mangeaient pas à leur faim. Après avoir récolté des fonds en nettoyant avec son équipe les rives du lac de Neuchâtel, il achète de la nourriture qu’il fait parvenir aux familles des joueurs. L'accueil médiatique reçu par ce geste ainsi que la générosité d'un premier donateur ont donné le coup d'envoi des Cartons du Cœur
Dans le Canton de Vaud, plusieurs associations de Cartons du Cœur ont été créées indépendamment dans les années 90 dans diverses régions du canton. Elle se sont regroupées en 1993 dans l'Association des Cartons du Cœur, qui a pris en 1998 le nom de Fédération vaudoise des Cartons du Cœur. Cette dernière a été renommée en octobre 2024 Cartons du Cœur Romandie, pour reflèter son « engagement élargi à travers toute la région romande ». C'est une association bénévole et indépendante à but non lucratif.
Pour son activité de distribution de denrées alimentaires, de produits d'hygiène et de ménage de première nécessité aux personnes dans le besoin, les Cartons du Cœur s'organisent pour 
- récolter et acheter des produits ;
- entreposer et le stocker les produits récoltés ;
- recruter des bénévoles ;
- rechercher des fonds :
- organiser diverses manifestations dans le but de faire connaître et de soutenir ses actions.

## Buts et activités
Les objectifs premiers des Cartons du Cœur Romandie sont de « protéger son logo, de collecter des fonds de toutes sortes, et de promouvoir sa représentativité dans les médias ». Son objectif secondaire est « d'accroître sa visibilité auprès des pouvoirs politiques, des commerces/entreprises et des particuliers sur l'ensemble du territoire suisse ». Les membres des Cartons du Cœur Romandie sont ses antennes, qui sont des associations autonomes souscrivant à la « charte des Cartons du Cœur »,. Plus de 30 antennes  des Cartons du Cœur sont réparties sur le territoire des cantons romands.
Il existe à Genève une fondation, créée en 1993, appelée les Colis du Cœur, qui n'a pas de relation formelle avec l'association vaudoise même si les activités des deux structures sont similaires.

## Les bénéficiaires
Plus de 15 000 personnes en Suisse profitent de l'aide des Cartons du Cœur par l'intermédiaire de ses antennes qui, chaque année, leurs distribuent gratuitement des produits de première nécessité.
Les bénéficiaires des Cartons du Cœur sont en majorité des personnes en fin de droit de chômage, de familles monoparentales, des personnes âgées avec des bas revenus, des personnes victimes de petits crédits, de jeunes à la recherche d’un premier emploi, ainsi que des travailleurs appelés working poor. Ils peuvent recevoir entre 2 et 4 livraisons par année selon la gestion des différentes antennes.

## Polémique sur le financement des Cartons du Cœur par l'industrie du tabac
Dans un rapport publié le 26 novembre 2024, deux associations suisses engagées dans la prévention du tabagisme (AT-Suisse et OxySuisse) ont critiqué  les Cartons du Cœur pour accepter d'être financés par la compagnie de tabac Philip Morris. Pour ces associations, ce financement s'inscrirait dans une opération de « relations publiques visant à tisser des liens avec la société civile, à redorer [l'image de la compagnie] et à créer un sentiment de redevabilité », par une industrie dont le produit, la cigarette, « tue plus de 8 millions de gens chaque année [...], et pas moins de 9500 personnes en Suisse ». Fabien Junod, le président et responsable opérationnel des Cartons du Cœur a expliqué que, « contrairement à ce que l'on pourrait croire, Philip Morris n'a jamais cherché à utiliser notre collaboration à des fins de communication ou de promotion. Leur démarche reflète un véritable engagement humain. »